# Christina Obergföll
Christina Obergföll (Lahr, 22. kolovoza 1981.), njemačka atletičarka, koja se natječe u bacanju koplja. Svjetska je prvakinja u bacanju koplja iz 2013. godine. Također je osvajačica dviju olimpijskih medalja, bronce iz Pekinga 2008. i srebra iz Londona 2012. Uz to, Obergföll je i dvostruka europska doprvakinja.

## Vanjske poveznice
- Christina Obergföll profil na IAAF-u (engl.)